# بلانش أزولاي
بلانش أزولاي هي محامية ورواد في مجال القانون. وهي أول امرأة تصبح محامية في الجزائر الفرنسية. · 

## السيرة الذاتية
وُلدت بلانش أزولاي في 23 ديسمبر 1885 في قسنطينة. وهي أول امرأة تحصل على شهادة في القانون في عام 1908 وتؤدي القسم في نفس العام. وهي أيضًا أول امرأة تصبح محامية في الجزائر، بعد أن سُجلت في نقابة المحامين في الجزائر في عام 1908. ·  ·  ·  ·  تحلل إحدى المقالات الحديثة مسيرتها، وخاصة كونها وجوليت سمايا في تونس، تمكنتا من أن تصبحا أول محاميتان في كامل الإمبراطورية الفرنسية رغم أنهما عاشتا في بيئة مزدوجة من التحيز الجنسي والتحيز الثقافي، ولم تكونا من عائلات تُعتبر "أوروبية". كان هناك عدد قليل من المحاميات في فرنسا "المتروبولية"؛ فعندما بدأت بلانش أزولاي بممارسة مهنتها كان عدد المحاميات المسجلات في نقابة باريس حوالي عشرين محامية. كانت مسيرتها المهنية قصيرة نسبيًا لأسباب عائلية.